# Милен Игнатов
Милен Йорданов Игнатов е български футболист, полузащитник, състезаващ се за тима на ФК „Сливнишки герой“ (Сливница).
Висок е 176 см., тежи 76 кг.

## Биография
Роден е на 3 август 1977 година в София. Завършва Средно техническо училище в столицата.
Започва да се състезава в детските гарнитури на ФК Септември (София). Последователно преминава през всички формации на клуба.

## Тимове в които се е състезавал
- Септември (София)
- Марек (Дупница)
- ПФК Родопа (Смолян)
- ПФК Несебър (Несебър)
- ПФК Монтана (Монтана)
- ПФК Белите орли (Плевен)
- ПФК Пирин (Гоце Делчев)
- ФК Горубсо (Рудозем)
- ПФК Миньор (Бобов дол)
- ФК Сливнишки герой (Сливница)